# Бойовий піжон

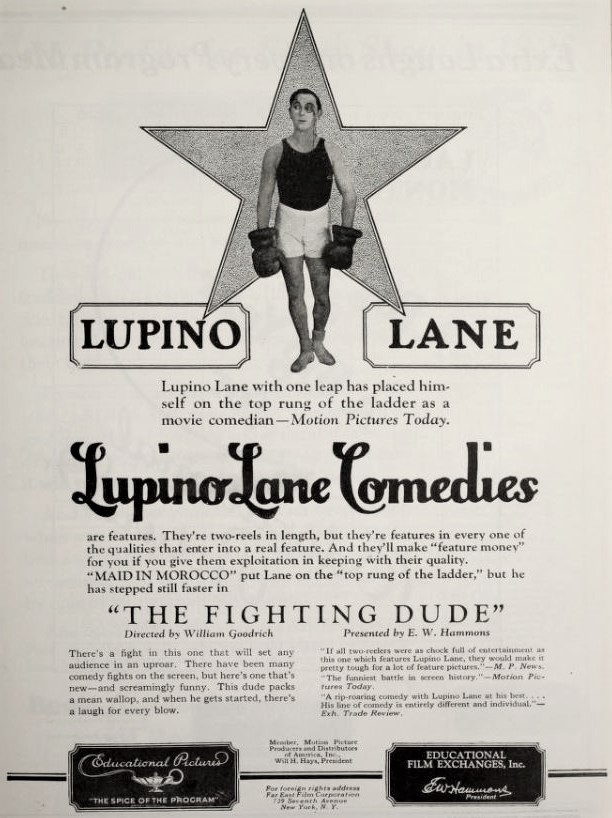

«Бойовий піжон» (англ. The Fighting Dude) — американська короткометражна кінокомедія Роско Арбакла 1925 року.

## У ролях
- Лупіно Лейн — піжон
- Воллес Лупіно — суперник піжона
- Джордж Девіс — камердинер піжона
- Вірджинія Венс — дівчина піжона
- Глен Кавендер — інструктор
- Дік Сазерленд